# District d'Antsiranana I
Antsiranana I est un district malgache situé dans la région de Diana au nord du pays, dans la province de Diego-Suarez. Son territoire correspond à celui de la ville d'Antsiranana, plus grande cité du Nord de Madagascar, qui est aussi la capitale de la province de Diego-Suarez.